# Feringhi
Feringhi är en orientalisk förvrängning av namnet franker och liksom detta i österlandet använt om européer i allmänhet. Den vanligaste indiska formen är farangi, och Farangistan användes ibland som namn på Europa.